# Agostino da Vaprio
Agostino da Vaprio (fl. XV secolo) è stato un pittore italiano del Rinascimento.

## Biografia
Viveva a Pavia nel XV secolo ed era uno degli artisti impiegati da Ludovico Sforza a Milano, nel 1490. Fu autore di una pala d'altare a San Rimo, Pavia, una Vergine con Bambino e Santi e donatore, datata 1499. Una sua lunetta ad affresco è ora nella chiesa di San Giacomo e Filippo a Pavia. 